# Summer Depression
Summer Depression è un singolo della cantante norvegese Girl in Red, pubblicato il 3 marzo 2018.

## Tracce
1. Summer Depression – 2:31